# Pražská klubová fotbalová liga
Pražská Klubová Fotbalová Liga, zkráceně označována, jako PKFL je amatérská liga v malém fotbale, která se hraje systémem 5+1 (pět hráčů v poli a jeden brankář). Soutěž se odehrává na hřištích s umělým povrchem, jak již z názvu vyplývá, především na hřištích v Praze.

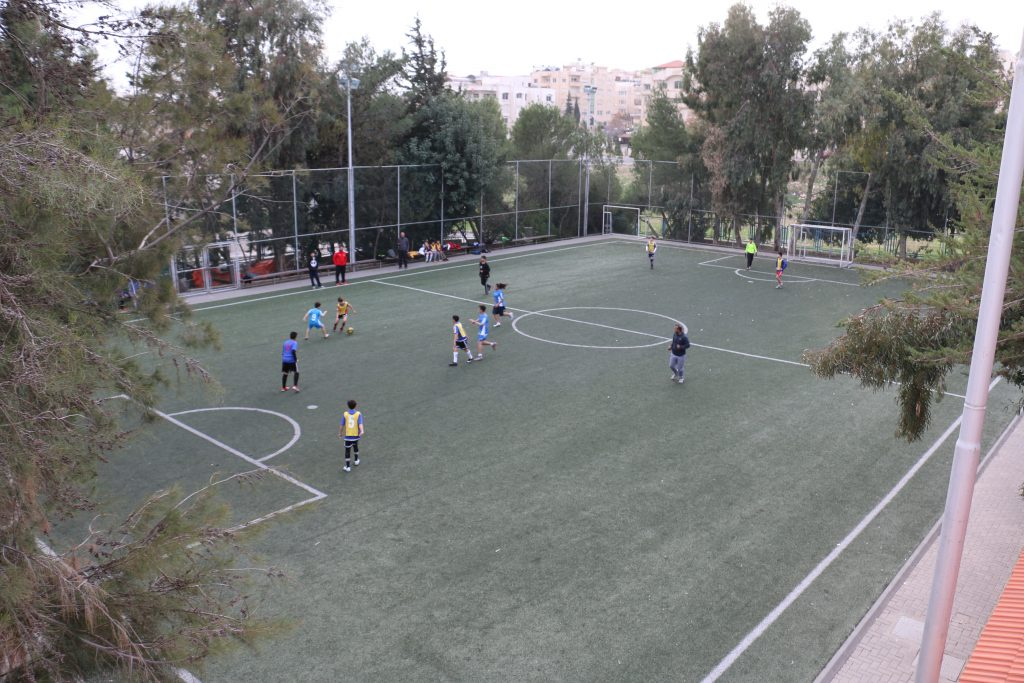
Ilustrativní obrázek hřiště na malý fotbal

## Podmínky pro vstup do soutěže
Každý tým, který má zájem se přihlásit do PKFL, musí nejdříve vyplnit formulářa následně splnit podmínky pro přijetí do soutěže, jako jsou uhrazení ročního členského příspěvku a údaje o týmu na stránkách ligy (obvyklé termíny domácích utkání, soupiska o minimálně osmi hráčích, barva dresů, kontaktní údaje na tři členy týmu).

## Pravidla PKFL
Od pravidel velkého fotbalu , který je mnohem známějším a populárnějším se pravidla malého fotbalu liší především velikostí hřiště (délka hřiště v malém fotbale 44-54 metrů, šířka 22-30 metrů) a počtem hráčů nastupujících na každé straně (5+1). Dalším rozdílem, jak už bylo zmíněno, je povrch hřiště, kterým je v malém fotbale umělá tráva. Velikost branek odpovídá 3x2 metrům, obuv povolena pro hru na umělém povrchu (turfy, kopačky modelu AG nebo HG s nízkými lisovanými špunty, sálová obuv, tenisky apod.), posledním velkým rozdílem je hrací čas, který je 2x20 minut.

## Rozdělení soutěží
PKFL je rozdělena do celkem šesti lig, ve třech úrovních. Nejvyšší je První liga, poté ligy 2.A a 2.B a nakonec tři třetí ligy, 3.A, 3.B a 3.C liga. Zároveň spadá celá soutěž, společně s dalšími ligami v malém fotbale pod Asociaci malého fotbalu, která má na starost i nejvyšší Českou ligu v malém fotbale - Superligu. Superliga je celoroční soutěží, kde jsou výběry složené z oblastních svazů. Do této soutěže je možné se dostat za dobré výkony v jednotlivých ligách, největší šanci však mají hráči První ligy. Takový tým má také PKFL pod názvem SC Koráb Praha.

## Odměny PKFL
PKFL pořádá krom celoroční ligy také zimní a letní turnaje. Vítězové těchto turnajů jsou společně s nejlepšími týmy jednotlivých lig zapsány do Síně slávy PKFL . Především vítězům jednotlivých lig jsou pak díky partnerům PKFL předány i hodnotné dary, např. v případě výhry v 2.A lize věnuje Decathlon vítěznému týmu dresy, v případě vítězství v První lize pak společnost Czech sport travel věnuje vítězům vstupenky na zápasy (např. Bundesligy).